# Achingale Mill

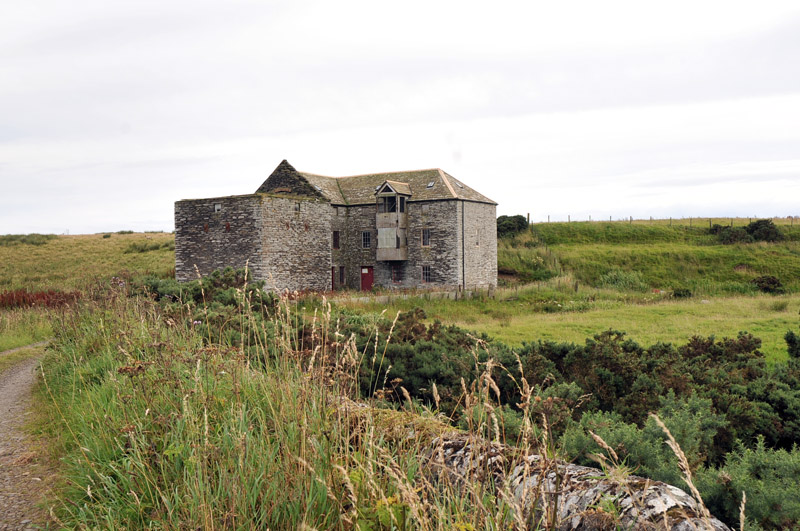
Achingale Mill

Die Achingale Mill ist eine Wassermühle nahe der schottischen Ortschaft Watten in der Council Area Highland. 1984 wurde das Bauwerk in die schottischen Denkmallisten in der höchsten Denkmalkategorie A aufgenommen.

## Geschichte
Als Bauzeitraum der Achingale Mill wird das frühe bis mittlere 19. Jahrhundert angenommen. Die Mühle war vermutlich bis in die 1960er Jahre in Betrieb. Ein erster Vorschlag zur Restaurierung mit Einrichtung von Wohnraum, einer Teestube und einer Ausstellung aus dem Jahre 1995 wurde nicht umgesetzt. Seitdem wechselte die ehemalige Mühle mehrfach den Besitzer. Vermutlich seit 2003 laufen schleppende Restaurierungsarbeiten. 1997 wurde das leerstehende Gebäude in das Register gefährdeter denkmalgeschützter Bauwerke in Schottland aufgenommen. 2017 wurde der Zustand der Achingale Mill als schlecht bei gleichzeitig geringer Gefährdung eingestuft.

## Beschreibung
Die Achingale Mill steht isoliert wenige hundert Meter südlich von Watten nahe der Mündung des Burn of Acharole in den Wick. Die Wassermühle diente als Getreidemühle zur Herstellung von Haferflocken. Der dreigeschossige Feldsteinbau weist einen L-förmigen Grundriss auf. Die Darre schließt mit einem schiefergedeckten Walmdach mit zwei Lüftungsöffnungen. Ein Mühlkanal speist die beiden oberschlächtigen Wasserräder, die als Stahlräder mit Holzschaufeln ausgeführt sind. Das größere zum Betrieb der Maschinerie durchmisst 3,66 Meter bei einer Breite von 1,37 Metern. Das kleinere Rad durchmisst 1,22 Meter bei einer Breite von 0,28 Metern. Es dient dem Antrieb des automatischen Beschickers des Darrofens.